# Río Tecka
Río Tecka är ett vattendrag i Argentina.   Det ligger i provinsen Chubut, i den sydvästra delen av landet, 1 400 km sydväst om huvudstaden Buenos Aires.
Omgivningarna runt Río Tecka är i huvudsak ett öppet busklandskap. Trakten runt Río Tecka är nära nog obefolkad, med mindre än två invånare per kvadratkilometer.